# Drosophila hirticoxa
Drosophila hirticoxa är en tvåvingeart som beskrevs av Elmo Hardy 1965. Drosophila hirticoxa ingår i släktet Drosophila och familjen daggflugor.
Artens utbredningsområde är Hawaii.